# ヒョウモントラザメ
ヒョウモントラザメ（Poroderma pantherinum）は、トラザメ科に属するサメの一種。南アフリカ沿岸の固有種で、底生である。最大で84cm。体は頑丈で、頭部と尾は短い。背鰭は体の後方にある。体色は非常に変異に富み、白から黒地に、黒い斑点や線、ヒョウ柄などが複雑に組み合わさったパターンを持つ。このため過去には数種に分けられており、現在でも体色の地域変異を独立した個体群とみなすことも多い。
主に夜行性で、日中は洞窟などで休み、夜間に小さな底生硬骨魚や無脊椎動物を食べる。繁殖に集まったアフリカヤリイカを襲うことも知られる。卵生で、卵殻の色は同属のタテスジトラザメよりも淡い。人には無害で、水族館でよく飼育される。IUCNは保全状況を情報不足としている。

## 分類

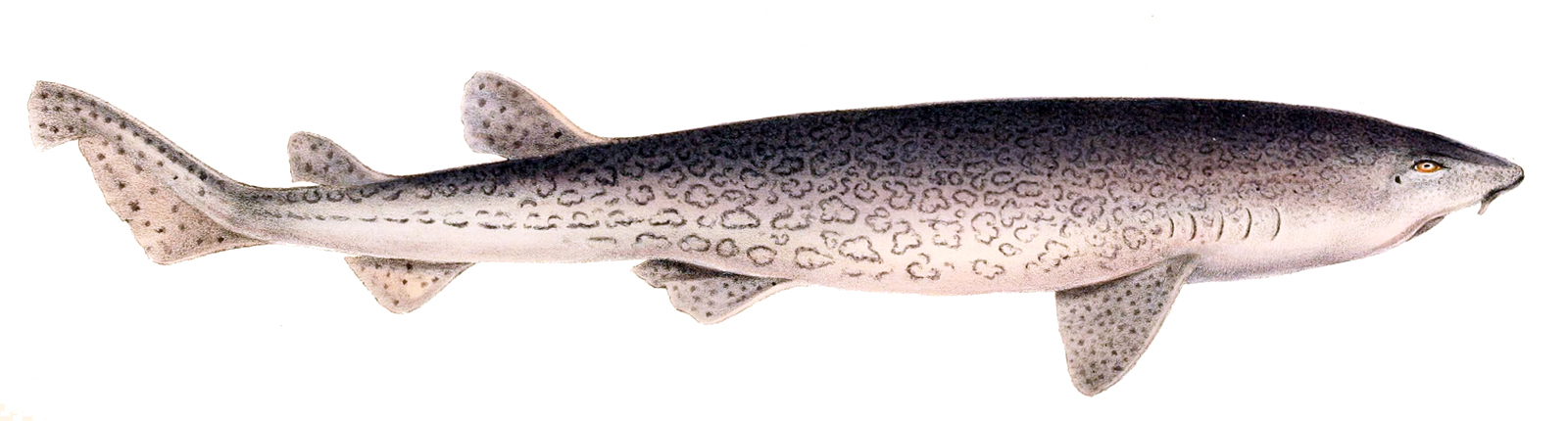
Illustrations of the Zoology of South Africa (1838) によるイラスト。

体色が変化に富むため、歴史的には様々な名前が与えられてきた。1837年の Proceedings of the Zoological Society of London において、スコットランドの動物学者アンドリュー・スミスは新属 Poroderma を記載なしで設立し、タテスジトラザメに加え P. pantherinum ・P. submaculatum ・P. variegatum の3種を含めている。1838–1841年のSystematische Beschreibung der Plagiostomen において、ドイツの生物学者ヨハネス・ペーター・ミュラーとヤーコプ・ヘンレはこれらの名を Scyllium 属に割り当て直し、S. pantherinum ・S. variegatum の2つの学名に記載を与え、新たにS. leopardinum ・S. maeandrinum の2つの名を記載なしで用いている。1934年、アメリカの動物学者ヘンリー・ウィード・ファウラーはP. marleyi を記載し、大きな黒点を持つことが特徴としている。
その後、これらの名は全て本種の色彩変異として理解されるようになった。P. marleyi の素性は最後まで不明であったが、2003年には最終的に本種のシノニムとされた。有効な学名は Poroderma pantherinum だと考えられ、命名者はミュラーとヘンレとされる。タイプ標本は喜望峰から得られた65cmの雌で、種小名 pantherinum はこの個体のヒョウ柄に因んだものである。他の英名としてbarbeled catshark・blackspotted catsharkがある。

## 分布
南アフリカの温帯から亜熱帯の沿岸に分布し、西はサルダーニャ湾から、東はツゲラ川の河口まで見られる。古い記録ではモーリシャス・マダガスカルというものもあるが、誤同定が疑われる。南アフリカの沿岸に沿って断片的に幾つかの個体群に分かれていることが、本種の体色が多様な理由となっているようである。底生で、潮間帯から深度20mまででよく見られるが、最深で大陸斜面最上部にあたる256mから報告がある。岩礁や海中林、浜辺沖の砂地を好む。

## 形態

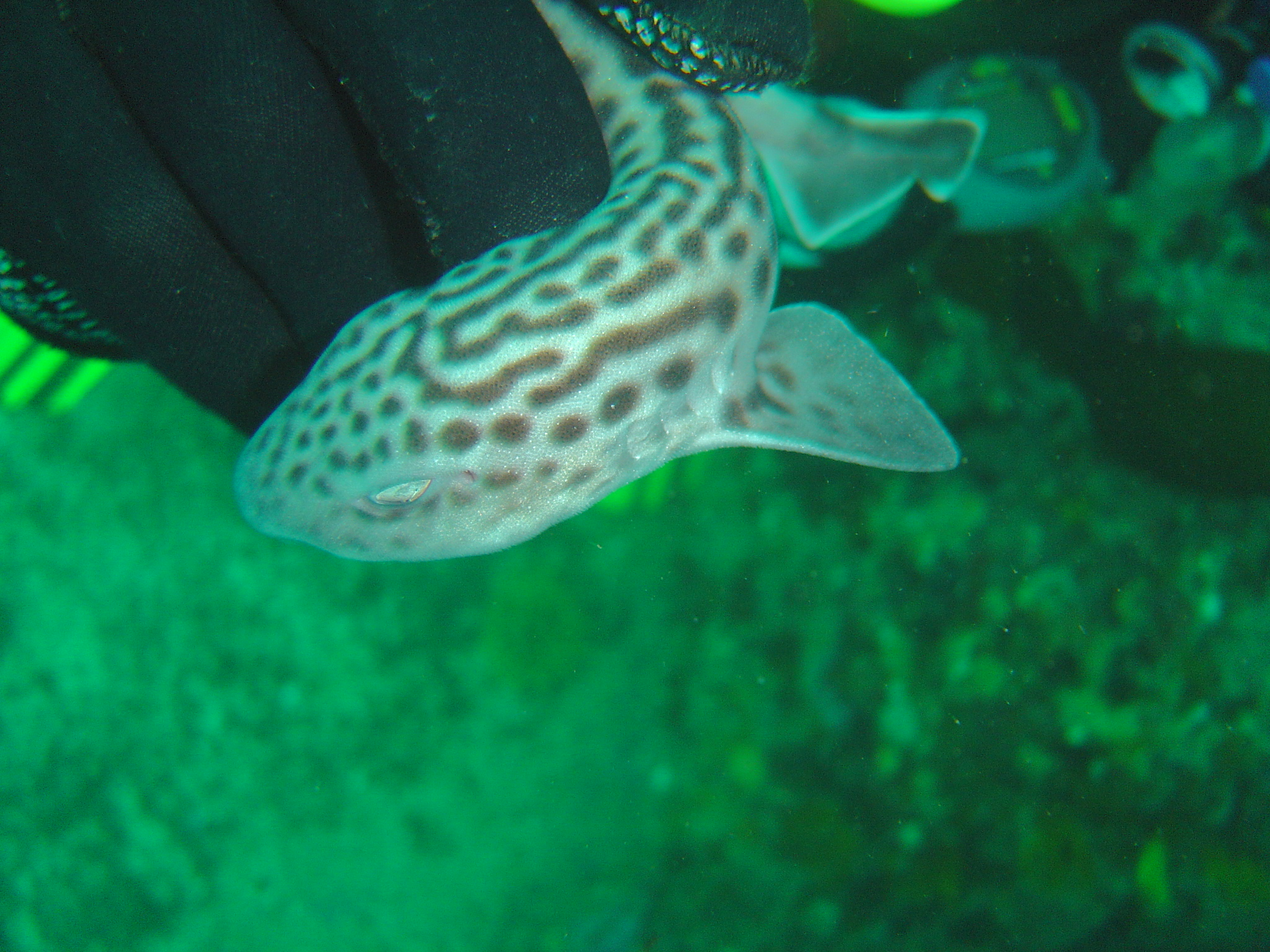
斑点と縞模様を持つ幼体。模様はかなり変異が大きい。

体はタテスジトラザメより小さくて細い。頭部と吻は短く、わずかに縦扁する。吻端は多少尖る。鼻孔は三葉の前鼻弁によって微小な前鼻孔と後鼻孔に分かれる。前鼻弁の中央の葉は細長い髭となり、口の後ろまで達する。眼は楕円形で頭部の上方に位置し、簡素な瞬膜を備え、その下には太い隆起線が走る。口は幅広くて弧を描き、口角には短い唇褶があり両顎に伸びる。上顎歯は口を閉じた時にはみ出す。片側の歯列は上顎で18–30、下顎で13–26。各歯は細い尖頭と1対の小さな小尖頭を持ち、成体雄では雌よりもカーブしている
体はかなり側扁し、尾に向かって細くなる。背鰭はかなり後方に位置し、第一背鰭は腹鰭の後部から、第二背鰭は臀鰭の中間から起始する。第一背鰭は第二よりかなり大きい。胸鰭は大きくて幅広い。腹鰭はそれより低いが、胸鰭と腹鰭の基底の長さはほぼ同じである。成体雄は1対の短く太いクラスパーを備え、腹鰭の内縁は部分的に癒合してエプロン状にそれを包み込んでいる。尾鰭は短くて幅広く、下葉は不明瞭で、上葉の後縁先端には欠刻がある。皮膚は非常に分厚く、よく石灰化した皮歯に覆われる。各皮歯は鏃型の冠部と、3個の後ろ向きの突起を持ち、短い柄がある。
背面の地色は灰白色から艶のある漆黒、腹面は白からほぼ黒で、これらの間で急激に遷移していることもある。その上に、大小の点・斑・ロゼット柄・ヒョウ柄・腹部に伸びることもある長短の線が様々に組み合わさった黒い模様がある。代表的なパターン4つに名前が付けられており、ヒョウ柄と途切れた線からなる'typical'型・大きな丸い斑からなる'marleyi'型・密に並んだ小点からなる'salt and pepper'型・ほぼ真っ黒で不規則な縞や点のある'melanistic'型がある。多くの個体はこれらの中間型である。成長によって体色は変化し、孵化直後の個体は全て大きな丸い斑を持つが、やがてこの模様は途切れてロゼット柄や小点となり、最終的には融合して線となってゆくこともある。'marleyi' 型は、幼体の模様が成体まで残った幼形成熟型だと考えられる。地域によっても模様は変化し、'marleyi'型と'salt and pepper'型は東ケープ州からクワズール・ナタール州に限られているようである。最長で84cm、最重で3.2kgになる。タテスジトラザメと異なり、雄は雌より少し大きくなる。

## 生態
泳ぎは遅く、日中は洞窟・岩の裂け目・海藻の間などで、単独か群れで過ごす。夜間には岸辺に移動し、硬骨魚・頭足類・甲殻類・多毛類などを活発に捕食する。フォールス湾では魚類が主要な餌で、次に頭足類、アフリカミナミイセエビが続く。タコやコウイカを咥えて体をひねることで触手を引き千切るところが観察されている。また、タテスジトラザメ同様に、10-12月をピークに不定期に産卵のために集合するアフリカヤリイカを捕食する。イカは昼に産卵するため、この期間は昼でも活動するようになる。捕食時には海底に産み付けられたイカの卵塊に頭部を隠して動かない状態になり、産卵のために海底に降りる雌イカを待ち伏せる。
本種の捕食者として、大型のサメや海獣があり、エビスザメが最もよく捕食する軟骨魚の一つでもある。危険に曝されると、丸まって尾で頭部を覆い隠す。同様の行動はウチキトラザメ属でも見られる。卵もよく捕食され、エゾバイ科のホソスジマキボラ・サカガメウネマキボラのような巻貝は、卵殻に孔を開けて卵黄を吸い出す。寄生虫として、鼻孔・口・鰓に寄生するウミクワガタ類 Gnathia pantherina のプラニザ幼生が知られている。

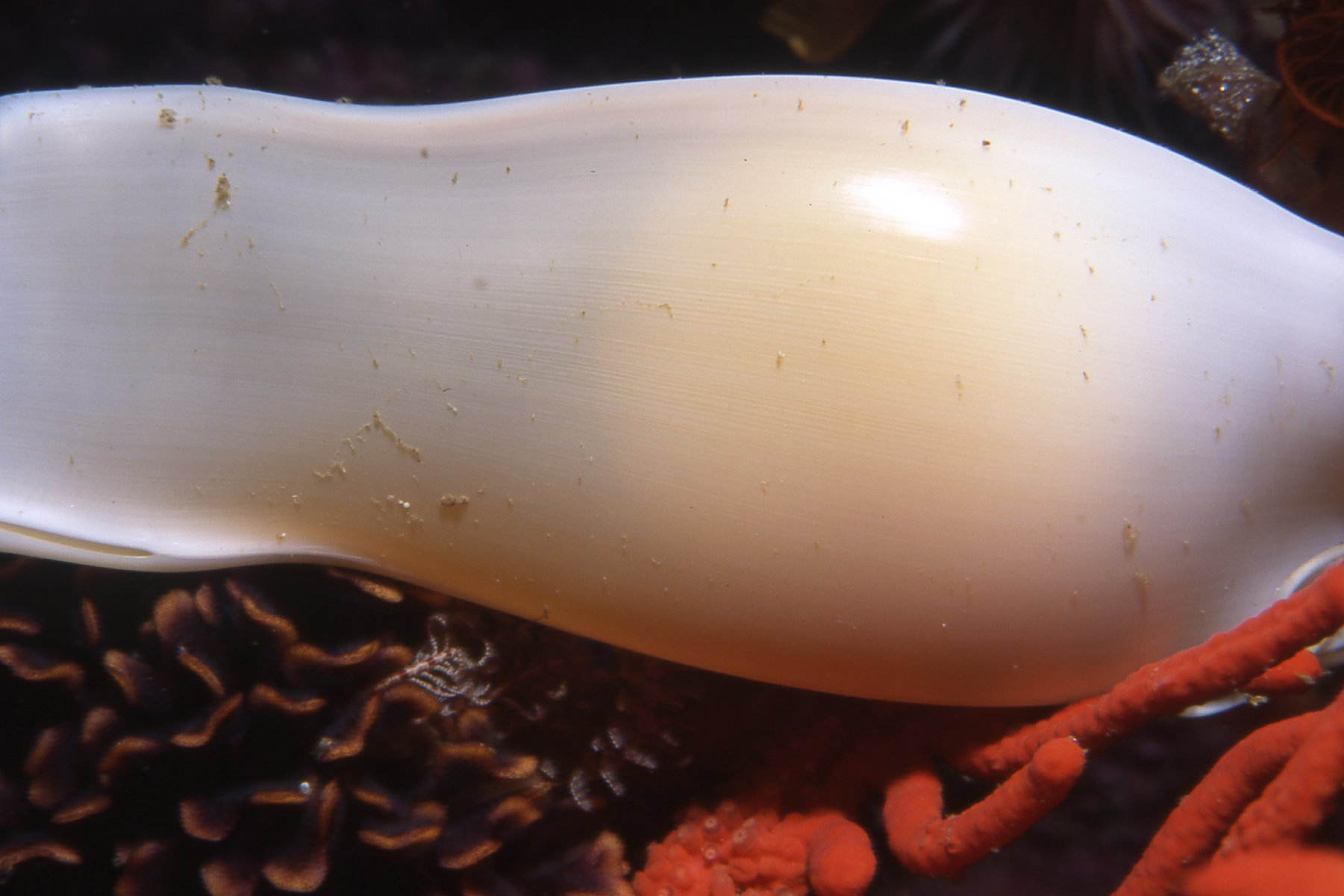
卵殻の色はタテスジトラザメより薄い。

卵生で、一年中繁殖する。雌は輸卵管1本につき一度に1個、合計2個の卵を産む。卵殻は3×7cmの長方形で、淡褐色から薄緑、壁はタテスジトラザメのものより薄い。四隅には長い巻きひげがあり、雌によって海底構造物に巻きつけられる。水族館では、孵化にはおよそ5ヶ月半かかっている。出生時は11cm程度。およそ10歳、雄は47-67cm・雌は43-64cmで性成熟する。寿命は、ある資料では15年以上とされているが、19年以上とする資料もある。

## 人との関わり
分布域では非常に一般的に見られ、人には無害である。小さく、外見が魅力的で丈夫なため、水族館での飼育対象として好まれる。タテスジトラザメとともに観賞魚取引のための小規模漁業が行われている。商業漁業や遊漁においてしばしば混獲され、可食ではあるが、価値はないと見なされる。だが、釣り人からはエサ取りをする害魚と見なされて殺されることがあり、死亡率は高いようである。沿岸での漁業活動が盛んで、他の人間活動の影響も受けているとする指摘はあるが、IUCNは保全状況を情報不足としている。本種は分布域内で、多数の小さな隔離された地域個体群に分かれている可能性があり、継続した調査と監視が必要である。
日本ではアクアワールド大洗で見ることができる。